# Grodzisko Borzytuchom
Rezerwat przyrody „Grodzisko Borzytuchom” – rezerwat leśny położony w gminie Borzytuchom w województwie pomorskim. Leży w obrębie Parku Krajobrazowego Dolina Słupi, na terenie moreny czołowej o bardzo zróżnicowanej rzeźbie terenu. Został ustanowiony w 1981 roku. Zajmuje powierzchnię 26,92 ha (akt powołujący podawał 27,03 ha), natomiast jego otulina liczy 75,77 ha. Celem ochrony w rezerwacie jest zachowanie ekosystemu lasu bukowego, torfowiska przejściowego i jeziora lobeliowego (o nazwie Jezioro Diabelskie) oraz charakterystycznej dla nich bioty oraz cennych gatunków fauny i flory.
Przeprowadzone badania archeologiczne nie potwierdziły pierwotnych przypuszczeń dotyczących usytuowania na terenie rezerwatu wczesnośredniowiecznego grodziska, od którego miejsce to wzięło swą nazwę.
Rezerwat jest położony na gruntach Skarbu Państwa, będących w zarządzie Nadleśnictwa Bytów. Nadzór sprawuje Regionalny Dyrektor Ochrony Środowiska w Gdańsku. Na mocy obowiązującego planu ochrony ustanowionego w 2001 roku, obszar rezerwatu objęty jest ochroną czynną.
Rezerwat znajduje się w granicach dwóch obszarów sieci Natura 2000: siedliskowego „Dolina Słupi” PLH220052 i ptasiego „Dolina Słupi” PLB220002.
Przez rezerwat przebiega ścieżka przyrodnicza o długości 2 km.
Najbliższe miejscowości to Borzytuchom i Osieki.